# Whitehall (Wisconsin)
Whitehall ist eine Kleinstadt (mit dem Status „City“) und Verwaltungssitz des Trempealeau County im US-amerikanischen Bundesstaat Wisconsin. Im Jahr 2010 hatte Whitehall 1558 Einwohner.

## Geografie und Verkehr
Whitehall liegt auf 44°22' nördlicher Breite und 91°19' westlicher Länge, erstreckt sich über 4,3 km² auf einer Höhe von 251 Meter über dem Meeresspiegel. Die Stadt liegt an der Mündung des Pigeon Creek in den Trempealeau River.
Der U.S. Highway 53 führt von Südosten in das Stadtgebiet. Von Westen kommt der Wisconsin Highway 121 in die Stadt. Beide Straßen verlassen die Stadt in nordöstlicher Richtung gemeinsam.
Die Stadt wurde am Streckennetz der „Green Bay and Western Railroad“ gegründet. Momentan wird der Schienenservice von der Canadian National bereitgestellt.
Der La Crosse Municipal Airport liegt 70 Kilometer südlich der Stadt.
Die nächstgelegenen größeren Städte sind Eau Claire (ca. 60 km nördlich), La Crosse (ca. 70 km südlich) und die Twin Cities (Minneapolis und Saint Paul) in Minnesota (ca. 230 km nordwestlich).
Madison, die Hauptstadt des Bundesstaates liegt ca. 250 km südöstlich und Chicago, die nächste Millionenstadt, ca. 470 km südöstlich.

## Bevölkerung
Nach der Volkszählung im Jahr 2010 lebten in Whitehall 1558 Menschen in 665 Haushalten. Die Bevölkerungsdichte betrug 362,3 Einwohner pro Quadratkilometer. In den 665 Haushalten lebten statistisch je 2,24 Personen.
Ethnisch betrachtet setzte sich die Bevölkerung zusammen aus 96,9 Prozent Weißen, 0,4 Prozent Afroamerikanern, 0,1 Prozent (eine Person) amerikanischen Ureinwohnern, 0,4 Prozent Asiaten sowie 1,5 Prozent aus anderen ethnischen Gruppen; 0,6 Prozent stammten von zwei oder mehr Ethnien ab. Unabhängig von der ethnischen Zugehörigkeit waren 4,2 Prozent der Bevölkerung spanischer oder lateinamerikanischer Abstammung.
23,2 Prozent der Bevölkerung waren unter 18 Jahre alt, 57,1 Prozent waren zwischen 18 und 64 und 19,7 Prozent waren 65 Jahre oder älter. 51,2 Prozent der Bevölkerung waren weiblich.
Das mittlere jährliche Einkommen eines Haushalts lag bei 35.673 USD. Das Pro-Kopf-Einkommen betrug 20.438 USD. 15,0 Prozent der Einwohner lebten unterhalb der Armutsgrenze.

## Bekannte Bewohner
- George Comings (1849–1942) – 24. Vizegouverneur von Wisconsin (1921–1925) – starb in Whitehall
- Herman Ekern (1872–1954) – 28. Vizegouverneur von Wisconsin (1938–1939) – arbeitete als Anwalt in Whitehall
- Kathy Charmaz (1939–2020) – Sozialwissenschaftlerin
- Steven Gunderson (* 1951) – republikanischer Abgeordneter des US-Repräsentantenhauses (1981–1997) – aufgewachsen in Whitehall
- Callista Gingrich (* 1966) – Unternehmerin, Autorin, Filmproduzentin und Diplomatin